# Can Gili Nou
Can Gili Nou és un conjunt fabril situat a l'illa delimitada pels carrers del Taulat, Ciutat de Granada, Badajoz i Dr. Trueta de Barcelona, catalogat com a bé cultural d'interès local.

## Història
El 1876, Jaume Torrabadella i Pagà i Josep Gili i Guardiola van constituir la societat Torrabadella i Gili per a moldre pals tintoris i altres sòlids amb un capital de 75.000 pessetes, de les quals 50.000 corresponien a Gili i 25.000 a Torrabadella (tot i que prestades pel primer). Tot seguit, van adquirir sengles parcel·les a Sant Martí de Provençals als germans Joan i Gertrudis Gresa i Solanich, i van demanar permís a l'Ajuntament per a construir-hi un magatzem, un cobert, una casa i un sala per a les calderes, segons el projecte de l'arquitecte Francesc Cañellas. Mentre les naus (de només planta baix i un pis), eren a l'interior de la parcel·la, la casa (segurament per a l'encarregat o el porter de la fàbrica), s'alineava al carrer del Taulat, antic camí del Cementiri. El 1877, van demanar permís per a instal·lar-hi una caldera de vapor de 40 CV.
Segons es desprèn del text d'una nova instància, l'any 1879 la nau havia patit un sinistre (incendi?), i l'any següent, Josep Gili presentà uns plànols de remunta d'un pis, signats pel mestre d'obres Joan Barba. A la dècada del 1880 es van produir d'altres obres menors, com coberts interiors o la tanca del recinte, i el 1885, Gili va demanar permís per a instal·lar-hi una caldera de vapor de 30 CV. Tot i que no s'ha pogut localitzar el projecte de remunta dels pisos superiors ni de les naus alineades al carrer del Taulat, segons les descripcions del Registre de la propietat, el 1886 es va dur a terme una reedificació total, que podria ser la que definís la fesomia actual.
La farinera va durar relativament poc, ja que ben aviat, les naus van ser ocupades per la banca Crèdit i Docks. Una d'aquestes naus va ser rehabilitada com a equipament pels arquitectes Antoni Vilanova i Eduard Simó, i des de l'any 2010 acull el casal de barri de la Vila Olímpica.

## Descripció
És un conjunt d'edificis de tipologia industrial del segle xix, ara reconvertits en habitatges, que inclou un casal de barri. L'accés principal al recinte es realitza pel carrer Taulat a través d'un portal en el mur de tanca de l'antic conjunt. Actualment la tanca es preserva pel valor històric, ja que sempre resta oberta i té un altre accés a l'est de la parcel·la que connecta amb el carrer Ciutat de Granada. Aquests accessos donen a un pati rectangular que defineix un eix longitudinal i articula els accessos als diferents edificis.
L'edifici principal està al final d'aquest eix, consta de quatre plantes i un àtic retirat: La seva façana combina pedra amb franges de totxo. A l'est del pati, l'edifici dels antics magatzems són naus de dues plantes que tenen cobertes a dues aigües i façana amb revestiment continu. A l'oest del pati, un edifici de tres plantes amb àtic i terrat té revestiments continus però els combina amb franges de totxo. Finalment, a la part sud de la parcel·la i amb façana corba modelada pel carrer del Taulat, s'ubica el casal de barri, que disposa de volums irregulars per adaptar-se a les necessitats programàtiques. Aquest edifici combina parts antigues amb parts de recent construcció, creant espais diversos amb façanes modernes de formigó que contrasten amb el tester de l'espai més gran, tancat amb un gran vidre fix.
Arquitectònicament cal destacar la façana de pedra encintada de l'edifici principal que es combina amb l'obra vista dels emmarcaments dels buits arquitectònics. Hi ha un bon treball de maó vist en les filades que recorren horitzontalment l'edifici, incloent el ràfec i la barana de coronament. Els dos testers a carrer de les naus est tenen una equilibrada composició de buits emmarcats amb maó sobre un fons continu i signades amb una finestra circular sota la coberta. Artísticament cal destacar el delicat treball de totxo vist al voltant de les finestres, en les franges compositives i en la barana calada del terrat gran.
L'estètica de tot el conjunt es considera industrial, ja que es preserven tots els signes identitaris d'aquest tipus d'arquitectura: les grans llums amb encavallades de fusta i ferro, els murs de maó i pedra, i el treball de maó al voltant de les obertures. Les reformes modernes han fet una profunda adaptació pels usos d'habitatge i centre cultural conservant, a la vegada, els elements i detalls arquitectònics d'aquella època.